# ポケットキング
『ポケットキング』は、2001年2月にナムコ（後のバンダイナムコエンターテインメント）から発売されたゲームボーイ(GB)用シミュレーションRPG。
同社がかつて発売したファミコン用ソフト『キングオブキングス』の流れを受け継いでいる。

## ストーリー
魔王軍によって故郷を奪われた主人公は、プクルという謎の生き物と出会う。主人公はプクルに導かれ、魔王軍の討伐に来た王国軍の王子と出会う。
主人公は、戦闘することが得意でない王子と入れ替わり王国軍の全権限を手に入れ、魔王軍の野望を打ち砕くために戦う。

## 登場人物

### 主要キャラクター
エルリック（初期・キング）
本作の主人公。仕事を父親に頼まれ、町まで行って帰って来たエルリックは、魔王軍に焼き払われた故郷の悲惨な光景を目にする。
そしてエルリックは、偶然出会った謎の生き物、プクルの導きで、自分そっくりの王子と入れ替わり、キングとして王国軍を操ることになる。
ルド王子（初期・ロード）
エルリックそっくりのクラル国の王子。
戦闘の経験もないのに国王に魔王軍の討伐を命じられ、途方に暮れていたところでエルリックと遭遇。彼の指揮の腕を見て、自分との入れ替わりを思いつく。
プクル
謎の生物。召喚や戦闘に詳しい。
その正体は、物語の後半であきらかになる。

### 友人
アイシャ（初期・ウィッチ）
心の優しい女の子。それゆえに、ユニコーンと友達になるほど。
行方不明になった後は、ユニコーンのユニと暮らしていた。
ライアン（初期・ウォリアー）
食いしん坊の男の子。
行方不明になった後は、ある土地でなぜか崇められている。
レイラ（初期・アマゾネス）
勇敢な性格の女の子。アイシャと仲が良く、彼女に合わせる傾向がある。
行方不明になった後は、ある町で死者を弔っている。
ケイン（初期・Dナイト）
冷静な性格の男の子。
行方不明になった後は、名前と姿を変えて行動している。
シオン（初期・クレリック）
臆病な性格の男の子。
行方不明になった後は、ある町でラミーと一緒に暮らしていた。

## バトル
召喚
MPを使い、ユニットを召喚すること。
MPは、自分のターンが来るたびに、占領した町の数に応じて増加する（初期値が15なら、一つ占領状態で30、二つ占領状態で45、という具合に）。
なかま
召喚するユニットを次のマップに持ち込むシステム。通常の召喚よりMPが低い（通常召喚よりも、レベル9の同じユニットの方がMPが低い）。
また、イベントによって仲間になったキャラも、ここに入っている。イベントで仲間になったキャラは、戦闘に負けても、次のマップでは復活している（負けたマップでの経験値などは入っていない）。
イベントで仲間になるキャラは、「～～を倒していれば仲間になる」者もいれば、「～～が倒れたら仲間にならない」者もいる。友人や、戦闘に関係なく仲間になる者もいる（イベントで仲間になるキャラは、マップでの戦闘に勝利した後に仲間になる）。
移動
移動は、ユニットごとに決められたマス目しか動けない。また、土地によって移動が制限されたり、ユニットにより進めない場所がある。
戦闘
攻撃側が攻撃する相手を指定し、相手がパーティーならどのユニットに攻撃するかを選択する（敵からの攻撃は分からない）。
攻撃側が終了した後に、防御側の攻撃がある（こちらはランダムになる）。
パーティー
ユニットを同じ場所に配置することで、三体まで一マスに入れる。だが、パーティーは抜けることができず、倒されるまでは変えられない。
パーティーの移動は、「ユニット移動の合計÷ユニットの数」になる。また、パーティーの一体が通れない地形は、そのユニットを含むパーティーは通れない。
三体でパーティーを組むと、カーソルを合わせた時に相性が表示される（○、▲、×）。また、特殊メンバー（相性が◎の場合）でパーチィーを組むと、特殊な技が使える
町
町の上に人間（ユニットの絵の下に☆がついていれば人間）を配置することで、町の四隅に自軍の色（青）の旗が立ち、その町を占領できる。
占領した数だけ、MPの回復量が上がり、占領した町の上にユニットを置き自分のターンが来ると、そのユニットの体力が回復する。
また、占領しなくても上に置いたユニットを選択し「まちへ」を選ぶと、その町でのイベントが起こる（内容は主に、アイテムのゲット、仲間との会話、ステージの情報、他のマップと繋がるアイテム、などである）。
勝利&敗北条件
そのマップでの勝敗。
主な勝利条件は「ボスユニットの撃破」「全ての町の占領」「～～の占領」「敵キャラの殲滅」「○○ターンの生存」「○○ターンまでに～～する」である。
敗北条件は主に「キングが倒されること」だが、時々「～～が死ぬ」などがある。

## その他
マップの攻略順により、一部のマップでボスユニットが変わることもある。
今作のエンディングは「ノーマルED」「アイシャED」「レイラED」がある。ノーマル以外の2つは、特定の順番にマップをクリアすることで到達できる。